# Allergi
Allergi innebär en immunologiskt förmedlad överkänslighetsreaktion.
Allergi- och överkänslighetsreaktioner är onormala försvarsreaktioner från kroppen på ämnen som för de flesta människor är helt ofarliga. Antalet individer som drabbas av dessa reaktioner har ökat påtagligt under senare delen av 1900-talet, framförallt i de industrialiserade delarna av världen. Den medicinska specialitet som sköter allergiska sjukdomar kallas allergologi.

## Historik
Allergiska sjukdomar beskrevs under antiken men termen allergi introducerades först 1906 av von Pirquet. Några andra läkare, Cooke och van der Veer, beskrev 1916 hudreaktioner (kvaddlar) hos patienter med kliniska symptom på allergi. Termen atopi introducerades 1923 av Arthur F. Coca och Cooke för att beskriva dessa fynd.  Samma författare påvisade att symtomen vid vissa allergiska sjukdomar berodde på att de allergiska individerna i blodet hade något som de kallade "reaginer". Vi vet nu att dessa reaginer tillhör immunoglobulinklass IgE, inte minst tack vare banbrytande forskning av de svenska läkarna Gunnar Johansson och Hans Bennich.
1973 föreslog en engelsk läkare, Pepys, att atopi skulle definieras som den form av immunologisk reaktivitet hos individen vid vilken reaginer (IgE-antikroppar) bildas vid kontakt mot i vår omgivning vanligt förekommande allergen. Med denna definition behöver den atopiska personen inte ha symtom på IgE-förmedlad sjukdom; definitionen är enbart en beskrivning av den immunologiska reaktiviteten hos individen. Atopi innebar alltså en ärftligt betingad ökad benägenhet att bilda IgE–antikroppar, vilka numera kan mätas med blodprovstester (IgE-tester) eller med hudtest, till exempel pricktest.

## Definitioner

### Överkänslighet
Överkänslighet används som ett överordnat begrepp och innebär att individens känslighet för olika stimuli är ökad. Överkänsligheten kan vara immunologiskt betingad och kallas då allergi och den kan bero på icke immunologiska mekanismer och kallas då inte allergi.
Nyligen har man internationellt rekommenderat enhetliga definitioner.
Termen överkänslighet bör enligt dessa rekommendationer användas för att beskriva objektivt reproducerbara symtom och sjukdomstecken som orsakats av exponering för ett definierat stimulus med en dos som tolereras av friska individer. En konsekvens av denna strikta definition är att vissa begrepp som total drug sensitivity och multiple chemical sensitivity liksom tillstånd med en mängd olika symtom, till exempel dem som tillskrivs amalgam i tandfyllningar, inte uppfyller kriterierna. För denna grupp har föreslagits benämningen känslighet.

### Allergi
Med allergi menas överkänslighetsreaktioner utlösta via immunologiska mekanismer. Det innebär bland annat att det kan finnas möjlighet att påvisa den specifika allergin via olika allergitester.

## Olika typer av allergiska reaktioner
Allergiska reaktioner kan orsakas genom olika mekanismer. De brukar indelas i fyra huvudgrupper; numrerade 1-4. Detta föreslogs först av Gell och Coombs 1968.

### Typ 1 - atopisk allergi
Den allergiska typ 1-reaktionen startas med att mastceller eller basofila granulocyter degranuleras. De släpper då ut sitt innehåll av histamin, leukotriener och andra substanser. Detta genom att IgE-molekylen (som finns på cellytan) korsbinds av ett allergen mot vilket antikropparna är riktade. Mastceller finns bland annat i huden och i luftvägarnas slemhinna. Substanserna som frigörs ur cellen orsakar en vävnadsreaktion, en allergisk inflammation. Detta kan innebära att slemhinnorna i näsa och ögon svullnar, att huden kliar, att slemproduktionen ökar i näsan och man blir snuvig, att luftrören svullnar och att bronkernas muskler drar ihop sig, vilket leder till hosta och andnöd, astma.
IgE-antikropparna, som fordras för den allergiska reaktionen, har individen tidigare bildat efter att ha exponerats för allergen. Den allergiska reaktionen utlöses alltså först om en tidigare exponering för allergenet startat produktion av IgE. Man reagerar inte med symtom första gången man kommer i kontakt med det allergiframkallande ämnet.
Ärftliga anlag spelar stor roll för utveckling av typ 1-allergi. Men även miljöfaktorer spelar in.

### Typ 2-reaktion
Denna typ av överkänslighetsreaktion orsakas av antikroppar mot cellbundna antigener. Ett exempel är hemolytisk anemi orsakad av antikroppar riktade mot ett läkemedel som fastnat på de röda blodkropparna.

### Typ 3-reaktion
Allergisk reaktion typ 3 kallas den inflammation som orsakas av IgG-antikroppar som bildar immunkomplex med lösliga antigener. Exempel på sjukdomar som kan vara orsakade av typ 3-reaktioner är vaskuliter. Allergisk alveolit torde också vara orsakad av en typ 3-reaktion, men även av en typ 4-reaktion.

### Typ 4-reaktion
Fördröjd överkänslighetsreaktion brukar man benämna den reaktion som ses vid sådan kontaktallergi som ger eksem. Symtomen kommer först efter några dygn.
Antigenen som ger kontaktallergi är ofta små molekyler, till exempel nickel. Se även kontakteksem, cell-medierad immunitet.

## Allergiska sjukdomar
Sjukdomar som kan utlösas via typ 1-allergiska reaktioner är bland annat nässelutslag, eksem, hösnuva, astma, svullnad i mun och svalg (det så kallade Orala allergisyndromet), matallergier och reaktioner på insektsgifter från exempelvis bin och getingar. Allvarliga allergiska reaktioner kan leda till en allergichock, även kallad anafylaktisk chock eller anafylaxi. Ett sådant tillstånd kan vara livshotande om inte snabb behandling sätts in
Sjukdomar som utlöses via typ 3-reaktioner och typ 4-reaktioner är allergisk alveolit. Allergiskt kontakteksem förmedlas via typ 4-reaktioner.

## Ämnen som utlöser allergiska reaktioner
De vanligaste ämnena som framkallar allergi – så kallade allergener – är pollen, mögel, kvalster via husdamm, samt pälsdjur och insekter (bland annat kackerlacka) men även bland annat getingstick och en del läkemedel har förmågan att orsaka en allergisk reaktion. Relativt vanligt är även allergi mot en del livsmedel, bland annat mot nötter (se födoämnesöverkänslighet). 
Glutenintolerans (celiaki) är ingen allergi, trots att benämningen glutenallergi ofta används. Glutenintolerans beror istället  på att glutenprotein startar en inflammation i tunntarmen som skadar slemhinnan.
Laktosintolerans är inte heller en allergi (se födoämnesöverkänslighet) utan beror istället brist i tarmen på enzymet laktas.
För ämnen som utlöser allergiskt kontakteksem, se detta uppslagsord.